# Ицукушима (бронепалубен крайцер, 1889)
Ицукушима (на японски: 厳島) e бронепалубен крайцер на Императорските ВМС на Япония от проекта крайцери „Мацушима“, създаден във Франция. В някои източници този крайцер е главен кораб на серията (макар по-често като такъв се води крайцерът „Мацушима“). Участва в Японо-китайската война и Руско-японската война.
Както и всички кораби в серията, крайцерът получава името си в чест на един от трите най-живописни пейзажа в Япония – острова Ицукушима.

## Строителство на кораба
Крайцерът „Ицукушима“ е заложен на стапелите на френската компания Forges et Chantiers de la Méditerranée (Форже е Шантие Медитеране) в Ла Сен сюр Мер на 7 януари 1888 г. На 18 юли 1889 г. корабът е спуснат на вода. От септември до октомври са извършени заводските изпитания на крайцера. На 15 октомври 1890 г. на изпитанията е достигната средна максимална скорост от 16,78 възела, което е повече от контрактната скорост.

## История на службата
След провеждане на изпитанията по приемане, на 3 септември 1891 г. крайцерът е зачислен в състава на ВМС на Япония. На 12 ноември „Ицукушима“ отплава от Тулон към Япония. Но в хода на плаването котлите обилно протичат, в резултат на което, при пристигането на кораба в пристанището на Коломбо (остров Цейлон) той вече е неспособен да се движи. Пристигналата ремонтна бригада на фирмата-строител отстранява неизправностите и на 18 април 1892 г. крайцерът може да продължи плаването. На 21 май 1892 г. „Ицукушима“ завършва прехода в Япония, където влиза в състава на ескадрата на военноморската база на (окръг) Куре (адмиралтейство Гуко).

### Японо-китайска война
С началото на войната „Ицукушима“ е в състава на отряда на главните сили под командването на вицеадмирал Ито Сукеюки.
На 17 септември 1894 г. „Ицукушима“ участва в сражението при река Ялу. В началото на боя „Ицукушима“ плава трети в килватерната колона на главните сили на японския флот, след „Мацушима“ и „Чиода“. За времето на сражението оръдието на главния калибър на крайцера успява да произведе само пет изстрела, съпровождани от многочислени откази: четири по флагманския броненосец „Динъюан“ и един по „Чженюан“. Попадания от изстрелите няма. В хода на боя крайцерът получава осем попадения на вражески снаряди, в т.ч. най-тежките са попаденията в носовото помещение на торпедните апарати, машинното отделение и мачтата. Загубите сред екипажа съставят 14 убити и починали от рани, 17 ранени (в т.ч. един офицер).
Впоследствие „Ицукушима“ взема участие в конвоирането на транспорти с японски войски, прехвърляни в Китай, в |обсадата на Порт Артур и Уейхай. На 9 февруари 1895 г. в „Ицукушима“ попада един снаряд, който не детонира, от китайска брегова батарея на Уейхай, който не причинява загуби и съществени повреди.

### Междувоенен период
От септември 1895 г. до февруари 1896 г. на кораба е проведен ремонт на котелната установка. В това време от мачтата са свалени бойните марсове. Независимо от проведения ремонт, котелната установка остава ненадеждна, дори през май 1897 г. командването на флота е принудено да издаде заповед за използването на котлите само при минимално налягане. 1898 г. „Ицукушима“ е прекласифициран на крайцер 2-ри ранг. Към 1900 г. на кораба, вместо част от 37 mm оръдия са поставени шест картечници. Към февруари 1900 г., заради течове на котлите, максималната скорост на кораба е не повече от 12,5 възела.
През април 1900 година крайцерът взима участие в големи маневри на Императорския флот в състава на Блокиращата ескадра. Екипажът на кораба през този период е окомплектован наполовина и съставлява 155 души.
1900 г. по време на въстанието на ихетуаните „Ицукушима“ е насочен в Шанхай за защита на интересите на Япония и подсигуряване на защитата на японските граждани.
От 25 февруари до 14 август 1901 г. „Ицукушима“ и „Хашидате“, отплават от Йокосука, за учебен поход, посещавайки Манила, Батавия (Джакарта), Хонконг, Чемулпхо (Инчон), Пусан, Вонсан и Владивосток.
От 1901 г. до 1902 г. е проведен основен ремонт на крайцера, в хода на който старите шест огнетръбни котела са заменени с осем водотръбни котела система „Белвил“, малокалибрената артилерия е сменена с две 75 mm и 18 47 mm оръдия.
1903 г. крайцерът „Ицукушима“, в състава на 4-ти учебен отряд, прави шестмесечен учебен поход.

### Руско-японска война
Преди започването на войната „Ицукушима“ влиза в състава на 5-ти боен отряд на 3-та ескадра на Съединенения флот, ставайки флагмански кораб на командващия ескадрата вицеадмирал Ситиро Катаока. От 6 февруари 1904 г. крайцерът в състава на своя отряд пристъпва към стражева служба в Корейския пролив, базиран в залива Такешики (на остров Цушима).
На 1 май крайцерът в състава на отряда е задействан за конвоиране на транспортите, превозващи 2-ра японска армия. От 5 май до 13 май прикрива десанта на войските на 1-ви отряд на 2-ра армия, а неговите лодки превозват войниците от транспортите на брега до 31 май. След десанта крайцерът, в състава на цялата 3-та ескадра на Съединенения флот е задействан в блокадата на Порт Артур.
На 23 юни „Ицукушима“ в състава на отряда участва в безрезултатна среща на Съединенения флот с кораби на руската ескадра, излезли от Порт Артур.
На 26 юни „Ицукушима“ и крайцерът „Асама“ с миноносци навлизат в залива Талиенван, за да съдействат на атака на сухопътните войски. Отрядът руски кораби начело с крайцера „Новик“, оказващи поддръжка на своите отбраняващи се войски, е принуден да отстъпи.
На 9 юли, при излизането на броненосеца „Победа“, крайцери, канонерски лодки и миноносци на руската ескадра за обстрел на японските позиции в залива Лунвантан, „Ицукушима“ в състава на отряда участва в престрелка с крайцера „Баян“. Попадения и за двете страни няма.
На 26 юли, при излизане на крайцери, канонерски лодки и миноносци на руската ескадра за подкрепа на десния фланг на отбраняващите се войски, „Ицукушима“, начело на 5-ти боен отряд, участва в престрелката с руските крайцери „Баян“, „Асколд“ и „Палада“. По руски данни един 203 mm снаряд на „Баян“ уцелва кърмата на „Ицукушима“, което не е потвърдено от японски източници.
На 28 юли, при излизане на крайцери и канонерски лодки на руската ескадра в залива Тахе, „Ицукушима“ начело на 5-ти боен отряд участва в наблюдение на действията на руските кораби, в готовност да окаже поддръжка на японските миноносци от състава на 2-ри отряд изтребители и 14-ти отряд миноносци.
На 8 август в състава на отряда крайцерът участва в престрелка с обстрелващите японските сухопътни части руски кораби: крайцерът „Новик“, канонерските лодки „Бобр“, „Гремящий“ и миноносци.
На 9 август в състава на отряда крайцерът отново участва в престрелка с излезлите за поддръжка на руските войски крайцер „Новик“ и канонерски лодки.
На 10 август непосредствено в боя в Жълто море „Ицукушима“ не участва, ремонтирайки своите машини на рейда на Елиот, но веднага след боя „Ицукушима“ се присъединява към своя отряд, като участва в наблюдението над руските кораби, завръщащи се в Порт Артур. След това, до падането на Порт Артур, „Ицукушима“ участва в блокадата на крепостта.
На 10 декември крайцерите „Ицукушима“ и „Хашидате“ оказват помощ на натъкналия се на мина крайцер „Акаши“ и на 12 декември го конвоират до Дальний.
На 2 януари „Ицукушима“, който е на рейда на Елиот, получава заповед да излезе в морето, за прихващането на изглеждащия се да премине блокадата броненосец „Севастополь“. Но се изяснява, че броненосецът се самопотопява и излизането в морето е отменено.
След падането на Порт Артур, на 8 февруари, „Ицукушима“ отплава от Далян към Куре за ремонт. На 22 март ремонта е завършен и на 5 април крайцерът отново пристъпва към стражева служба в Корейския пролив.
На 27 май 1905 г. в Цушимското сражение „Ицукушима“ действа начело на 5-ти боен отряд под флага на командващия 3-та ескадра вицеадмирал Ситиро Катаока. След откриването на руската ескадра, отплавайки от стоянката в залива Одзаки на остров Цушима, отрядът открива противника около 08:00 и започва наблюдение. След началото на боя на главните сили 5-ти отряд получава заповед да атакува ариергарда на руснаците, но заради димна завеса губи контакт и започва боя с руските крайцери едва около 16:30 – 16:40. „Ицукушима“ първи открива огън по крайцерите „Олег“ и „Аврора“ от дистанция около 8000 метра. Около 17:30 5-и отряд прекратява огъня, обръщайки към своите главни сили. Около 18:30, плавайки на северозапад, в направление към главните сили, продължаващи боя с руската ескадра, корабите на 5-ти отряд откриват останалите без ход и горящи ескадрения броненосец „Суворов“ и плаващата ремонтна работилница (транспорт) „Камчатка“. В 18:48 от дистанция около 4000 метра по „Суворов“ и „Камчатка“ е открит огън. Около 19:00 „Камчатка“ потъва, след което адмирал Катаока дава заповед „Суворов“ да се атакува от пристигналия мецдувременно 11-ти отряд миноносци. В 19:25 ескадрения броненосец „Суворов“ потъва 13 мили североизточно от островите Окиношима, след което 5-и отряд прекратява боя и се насочва на север, за да се присъедини към главните сили. В хода на боя в крайцера „Ицукушима“ няма пападения.
На 28 май около 05:20 5-ти отряд открива плаващия към Владивосток отряд на контраадмирал Николай Иванович Небогатов, като веднага съобшават обстановката на своето командване. След обкръжаването и предаването в плен на руските кораби „Ицукушима“, начело на отряда, взема участие в търсенето на насочилите се във Владивосток руски кораби.
След сражението, на 30 май, попълнил своите запаси, крайцерът „Ицукушима“ в състава на отряда продължава дозорната служба в Корейския пролив.
На 14 юни „Ицукушима“, както и всички останали крайцери тип „Мацушима“, влиза в сформирания 8-ми боен отряд на 4-та ескадра.
На 4 юли „Ицукушима“ в състава на своя отряд излиза от Оминато като конвой на първи десантен ешелон на 13-та пехотна дивизия Харагучи.
Утрото на 7 юли личният състав на крайцера в състава на общ отряд участва в десанта за превземане на плацдарм до село Мерея на брега на залива Анива, след което започва стоварването на подразделенията на сухопътните войски.
На 29 юли в състава на 4-та ескадра излиза от Александровск-Сахалинский към Отару, където пристига на 31 юли за охрана на Сангарския пролив.
На 26 август „Ицукушима“ тръгва към Йокосука за ремонт. На 20 октомври „Ицукушима“ пристига от Йокосука в Йокохама за участие в състоялия се на 23 октомври 1905 г. императорски преглед на флота.

### Край на службата
След края на руско-японската война крайцерът „Ицукушима“ се използва като учебен кораб, прави през 1906, 1907 и 1914 г. плавания с курсанти на борда към бреговете на Югоизточна Азия и Австралия.
Към 1909 г. въоръжението на кораба се състои от едно 320 mm, шест 120 mm, шест 76 mm оръдия и две картечници. 76 mm оръдия са поставени вместо 47 mm оръдия, които вече не са достатъчно ефективни за отразяване на атаките на миноносците от нов тип.
На 28 август 1912 г. „Ицукушима“ е прекласифициран на кораб на бреговата отбрана 2-ри ранг.
От 1914 г. до 1920 г. корабът се използва като портов съд и се използва в залива като учебно-тренировъчна станция. От 20 септември 1920 г. до 31 юли 1924 г. кораба се използва в качеството на плаваща база за подводници и едновременно в качеството на плаващо училище за подводничари. На 12 март 1926 г. бившият крайцер е изключен от списъците на флота и предаден за скрап в Куре.

## Галерия
- „Ицукушима“ 1893 година
- „Ицукушима“ 1897 г. в Кобе.